# Gribskov Kommune
Gribskov Kommune er den største kommune i Nordsjælland målt på km² og hører under Region Hovedstaden efter Kommunalreformen i 2007. Gribskov kommune ligger vest for Helsingør Kommune og øst for Halsnæs Kommune. Den har kystlinje mod Kattegat og er en af landets kommuner med flest sommerhuse pr. fastboende indbygger. Den nordøstlige del af Arresø er beliggende i kommunen. Store dele af Naturparken Kongernes Nordsjælland ligger i kommunen.
Kommunalbestyrelsen blev allerede valgt den 15. november 2005.
Hovedbyen med kommunens rådhus er Helsinge. Gilleleje, der tidligere var hovedby for Græsted-Gilleleje Kommune, og Græsted er de øvrige større byer. Kommunen har taget navn efter Danmarks fjerdestørste skov, Gribskov, hvoraf en stor del ligger i kommunen.
Gribskov Kommune er opstået ved sammenlægning af:
- Græsted-Gilleleje Kommune
- Helsinge Kommune

Gribskov Kommune har to lokalaviser: Netavisen Gribskov og den husstandsomdelte ugeavis Ugeposten Gribskov.
Den nye kommune ligner det historiske Holbo Herred, dog mangler Nødebo Sogn, der efter 1970 ligger i Hillerød Kommune.

## Byer
| Kommunens største byer |                       |                   |
| Nr                     | By                    | Indbyggere (2025) |
| 1                      | Helsinge              | 9.719             |
| 2                      | Gilleleje             | 6.596             |
| 3                      | Græsted               | 3.662             |
| 4                      | Annisse Nord          | 1.576             |
| 5                      | Ramløse               | 1.529             |
| 6                      | Hornbæk-Dronningmølle | 1.526             |
| 7                      | Esbønderup            | 1.413             |
| 8                      | Tisvilde              | 1.369             |
| 9                      | Blistrup              | 1.156             |
| 10                     | Smidstrup             | 1.156             |
| 11                     | Vejby                 | 1.042             |
| 12                     | Udsholt Strand        | 952               |
| 13                     | Rågeleje              | 702               |
| 14                     | Esrum                 | 486               |
| 15                     | Kagerup               | 392               |
| 16                     | Vejby Strand          | 341               |
| 17                     | Holløselund           | 340               |
| 18                     | Annisse               | 315               |
| 19                     | Holløse               | 314               |
| 20                     | Ørby                  | 300               |
| 21                     | Strand Esbønderup     | 268               |
| 22                     | Søborg                | 237               |
| 23                     | Mårum                 | 222               |

## Politik
| 5 |  |  | 3 | 2 | 14 |  |

| 17 | 10 |

| 6 | 2 | 4 | 2 | 9 |

| 14 | 9 |

| 5 | 1 | 4 | 2 | 10 | 1 |

| 14 | 9 |

| 5 | 2 | 6 | 2 | 7 | 1 |

| 14 | 9 |

| 2 | 1 | 6 | 1 | 2 | 4 | 1 | 5 | 1 |

| 14 | 9 |

| 3 | 6 | 1 | 2 | 1 | 2 | 1 | 5 | 1 | 1 |

| 14 | 9 |

| Navn                              | Parti                                    |
| --------------------------------- | ---------------------------------------- |
| Trine Mette Egetved-Sørensen      | Det Konservative Folkeparti - 6 mandater |
| Lars Nielsen                      | Det Konservative Folkeparti - 6 mandater |
| Helene Elisabeth F. Gerlykke-Dohn | Det Konservative Folkeparti - 6 mandater |
| Daniel Frigast                    | Det Konservative Folkeparti - 6 mandater |
| Lars Christian Bregnbak           | Det Konservative Folkeparti - 6 mandater |
| Kim Thonsgaard                    | Det Konservative Folkeparti - 6 mandater |
| Bent Hansen (Borgmester)          | Venstre - 5 mandater                     |
| Kim Valentin                      | Venstre - 5 mandater                     |
| Jannich Birger Petersen           | Venstre - 5 mandater                     |
| Betty Schachtschabel              | Venstre - 5 mandater                     |
| Helle Blomsterberg                | Venstre - 5 mandater                     |
| Anders Gerner Frost               | Nytgribskov - 4 mandater                 |
| Pernille Søndergaard              | Nytgribskov - 4 mandater                 |
| Astrid Franklin Recinella         | Nytgribskov - 4 mandater                 |
| Pernille Kromann Sams             | Nytgribskov - 4 mandater                 |
| Morten Dahlberg Nielsen           | Socialdemokratiet - 2 mandater           |
| Pia Elly Godsted Foght            | Socialdemokratiet - 2 mandater           |
| Jens Rane Holck                   | Socialistisk Folkeparti - 2 mandater     |
| Mathias Arnvig Zilberberg         | Socialistisk Folkeparti - 2 mandater     |
| Helle Saugmann Lund               | Nye Borgerlige - 1 mandat                |
| Michael Hemming Nielsen           | Enhedslisten - 1 mandat                  |
| Brian Lyck Jørgensen              | Dansk Folkeparti - 1 mandat              |
| Bo Jul Baandhagen Nielsen         | Radikale Venstre - 1 mandat              |

| Navn                      | Skiftet fra                 | Skiftet til          | Dato               |
| ------------------------- | --------------------------- | -------------------- | ------------------ |
| Lars Christian Bregnbak   | Det Konservative Folkeparti | Danmarksdemokraterne | 17. august 2022    |
| Helle Saugmann Lund       | Nye Borgerlige              | Løsgænger            | 12. december 2022  |
| Mathias Arnvig Zilberberg | Socialistisk Folkeparti     | Løsgænger            | 15. maj 2023       |
| Helle Saugmann Lund       | Løsgænger                   | Liberal Alliance     | 9. juni 2023       |
| Pernille Søndergaard      | Nytgribskov                 | Moderaterne          | 25. september 2023 |
| Pernille Kromann Sams     | Nytgribskov                 | Moderaterne          | 25. september 2023 |
| Bo Jul Baandhagen Nielsen | Radikale Venstre            | Socialdemokratiet    | 11. juni 2024      |

| Udtrådt                 | Indtrådt     | Parti                       | Dato              |
| ----------------------- | ------------ | --------------------------- | ----------------- |
| Lars Christian Bregnbak | Samir Maáli  | Det Konservative Folkeparti | 17. august 2022   |
| Kim Valentin            | Tue Villebro | Venstre                     | 14. december 2022 |

### Byrådet 2007-2009
Byrådet i Gribskov Kommune har 27 medlemmer. Ved kommunalvalget 15. november 2005 fik Venstre absolut flertal i kommunalbestyrelsen.
Borgmester i Græsted-Gilleleje Kommune, Jannich Petersen (V) fra 1990 til 1. januar 2010, var kommunens første borgmester. Den konservative Jan Ferdinandsen overtog borgmesterposten i 2010 med støtte fra Socialdemokraterne og Socialistisk Folkeparti.

### Byrådet 2014-2017
Byrådet i Gribskov Kommune har nu 23 medlemmer. Ved kommunalvalget 19. november 2013 fik Venstre og Dansk Folkeparti flertal.
Den hidtidige borgmester fra de konservative, Jan Ferdinandsen, blev genvalgt til byrådet, men var ikke en del af flertallet.

### Byrådet 2018-2021
På baggrund af Nytgribskovs fremgang konstituerede et flertal sig med Anders Gerner Frost som borgmester fra 1. januar 2018. Denne lokalliste markerede sig med ønsker om bedre borgerinddragelse og styrkelse af de små landsbyer.

### Byrådet 2022-2025
Ved valget lavede Bent Hansen (V) til stor kontrovers en konstitueringsaftale med Enhedslisten, Nytgribskov, SF, Socialdemokratiet og Radikale Venstre, som gav ham borgmesterposten. Det Konservative Folkeparti blev ellers valgets sejrherre med 6 mandater mod Venstres 5, og de havde derfor muligheden for at danne et borgerligt flertal. Konstitueringsaftalen gav posten som 1. viceborgmester til Anders Gerner Frost fra Nytgribskov, men den 1. december meddelte Trine Egetved på sin Facebookprofil, at Det Konservative Folkeparti, Dansk Folkeparti og Nye Borgerlige alligevel ville gå med i konstitueringen, og K og Trine Egetved ville få posten som 1. viceborgmester.

### Borgmestre
| Navn                | Parti                       | Periode                            |
| ------------------- | --------------------------- | ---------------------------------- |
| Jannich Petersen    | Venstre                     | 1. januar 2007 - 31. december 2009 |
| Jan Ferdinandsen    | Det Konservative Folkeparti | 1. januar 2010 - 31. december 2013 |
| Kim Valentin        | Venstre                     | 1. januar 2014 - 31. december 2017 |
| Anders Gerner Frost | Nytgribskov                 | 1. januar 2018 - 31. december 2021 |
| Bent Hansen         | Venstre                     | 1. januar 2022 - nu                |

## Statistisk kilde
- statistikbanken.dk Danmarks Statistik